# Condition Red (Iron Savior)
| Recensione | Giudizio |
| ---------- | -------- |
| AllMusic   |          |

Condition Red è il quarto album della heavy metal band tedesca Iron Savior, pubblicato nel 2002.
Le registrazioni, il missaggio e il mastering sono stati effettuati presso i Powerhouse Studio di Amburgo. Le registrazioni di batteria e percussioni sono state effettuate presso Hammer Musik Studio di Amburgo.

## Tracce
Testi e musiche di Piet Sielck, eccetto dove diversamente indicato.
1. Titans Of Our Time – 3:54
2. Protector – 4:36
3. Ironbound – 5:22
4. Condition Red – 4:57
5. Warrior – 4:48
6. Mindfeeder – 4:45
7. Walls Of Fire – 4:21
8. Tales Of The Bold – 5:30
9. No Heroes – 4:15 (testo: P. Sielck – musica: J. Küstner, P. Sielck)
10. Paradise – 5:48
11. Thunderbird – 7:18

### Tracce bonus edizione limitata
1. I Will Be There (compare come traccia numero 9) – 5:50
2. Crazy (cover di Seal dall'album Seal, 1991) – 5:07

### Tracce bonus edizione giapponese
1. I Will Be There (compare come traccia numero 9) – 5:50
2. Crazy (cover di Seal dall'album Seal, 1991) – 5:07
3. Living After Midnight (cover dei Judas Priest dall'album British Steel, 1980) – 3:19

## Formazione

### Gruppo
- Piet Sielck – cori, chitarra, missaggio, masterizzazione, produzione, voce
- Joachim "Piesel" Küstner – cori, chitarra
- Jan S. Eckert – basso, voce
- Andreas Kuck – tastiera, voce
- Thomas Nack – batteria, percussioni

### Ospiti
- Rolf Köhler – cori

### Produzione
- Jo Kirchherr – fotografia
- Marissa Jacobi – grafica
- Piet Sielck – artwork